# امخرقاء السفلى (مكيراس)

تعديل مصدري - تعديل

امخرقاء السفلى هي إحدى قرى عزلة مكيراس بمديرية مكيراس التابعة لمحافظة البيضاء، بلغ تعداد سكانها 166 نسمة حسب تعداد اليمن لعام 2004.